# Son Sang-pil
Son Sang-pil (* 1. September 1973) ist ein ehemaliger südkoreanischer Ringer. Er wurde 1997 und 1999 Weltmeister im griechisch-römischen Stil im Leichtgewicht.

## Werdegang
Son Sang-pil begann als Jugendlicher im Jahre 1986 mit dem Ringen. Er konzentrierte sich dabei auf den griechisch-römischen Stil. Er war Mitglied des Korea Housing Company Sports Club Seoul und wurde hauptsächlich von Bae Chang-kun trainiert. Er studierte Sport und rang bei einer Größe von 1,67 Metern immer im Leichtgewicht.
Die internationale Ringerlaufbahn von Son Sang-pil begann gleich mit einem Paukenschlag, denn er wurde im Jahre 1989 in Warrensburg/USA Junioren-Weltmeister (Cadets) sowohl im freien Stil als auch im griechisch-römischen Stil. Dazu muss allerdings gesagt werden, dass es sich dabei um eine der ersten Junioren-Weltmeisterschaften handelte und die Besetzung dieser Meisterschaft nicht sehr groß war. Es fehlten vor allem die damals dominierenden „Ostblockstaaten“. Anders war es schon bei der Junioren-Weltmeisterschaft 1990. Son Sang-pil startete dort, wie bei allen folgenden Meisterschaften im griechisch-römischen Stil in der Altersgruppe „Juniors“ und belegte dort in der Gewichtsklasse bis 63 kg den 3. Platz. Den gleichen Platz belegte er auch bei der Junioren-Weltmeisterschaft 1991 in Prievidza in der Altersgruppe „Espoirs“ im Federgewicht hinter Juri Melnitschenko, UdSSR und Constantin Dodita, Rumänien.
Bei den Senioren gab Son Sang-pil sein internationales Debüt bei der Weltmeisterschaft 1994 in Tampere. Er belegte bei dieser Meisterschaft aber nur den 15. Platz. Im Mai 1995 wurde er in Manila Asienmeister im Leichtgewicht vor dem Japaner Yasushi Miyake. Bei der Weltmeisterschaft 1995 in Prag schnitt er aber kaum besser ab, als bei der Weltmeisterschaft 1994, er belegte dort den 14. Platz.
1996 wurde Son Sang-pil in Xiaoshan/China erneut Asienmeister vor Grigori Pulyayev aus Usbekistan. Bei den Olympischen Spielen in Atlanta wurde aber nicht er, sondern sein Landsmann Kim Young-il eingesetzt. 1997 siegte er dann bei den Ostasienspielen in Busan vor Katsuhiro Nagata aus Japan. Im September 1997 gelang ihm dann er erste Titelgewinn bei einer Weltmeisterschaft. In Wrocław besiegte er dabei Felipe Moreno Subirana, Spanien, Peter Bielesz, Tschechien, Adam Juretzko, Deutschland, Christian Eyer, Frankreich und Alexander Tretjakow, Russland, den Bronzemedaillengewinner von Atlanta.
Diesen Titel konnte er bei der Weltmeisterschaft 1998 in Gävle nicht wiederholen, denn er unterlag dort nach einem siegreichen Kampf gegen Nurlan Koischaiganow aus Kasachstan überraschenderweise gegen Georgi Dschindwelaschwili aus Georgien. Mit weiteren Siegen über Theodore Voltsidis, Griechenland, Ari Härkänen, Finnland, den Olympiasieger von 1996 Ryszard Wolny, Polen und Bisser Georgiew aus Bulgarien erkämpfte er sich aber noch eine Bronzemedaille. Sieger bei dieser Weltmeisterschaft wurde Alexander Tretjakow vor Csaba Hirbik aus Ungarn. Im Dezember 1998 siegte Son Sang-pil dann noch bei den Asienspielen in Bangkok vor Mchitar Manukjan aus Kasachstan und Grigori Pulyayev.
Im Mai 1999 gelang ihm ein weiterer Sieg bei den Asienmeisterschaften in Taschkent. Dort siegte er vor Ruslan Biktyakov, Usbekistan und Yi Shanjun aus China. Bei der Weltmeisterschaft 1999 in Athen gelang Son Sang-pil dann der Gewinn seines zweiten Weltmeistertitels, obwohl er in seinem ersten Kampf gegen Uladsimir Kapytau aus Belarus verlor. Er besiegte danach aber Katsuhiko Nagata, Đorđe Miolski, Jugoslawien, Rustam Adschy, Ukraine, Csaba Hirbik und Alexander Tretjakow. Da Tretjakow Uladsimir Kapytau besiegt hatte, stand Son Sang-pil in der Endabrechnung am besten da und gewann dadurch diesen Titel.
Als Mitfavorit gelang es Son Sang-pil nicht bei den Olympischen Spielen in Sydney eine Medaille zu gewinnen. Die „Schuld“ daran trug Filiberto Ascuy Aguilera aus Kuba, der ihn im dritten Kampf besiegte. Vorher hatte er gegen Adam Juretzki und Matthias Schoberg aus Schweden gewonnen. Im vierten Kampf siegte er dann zwar über den Weltmeister von 1993 und 1994 Islam Dugutschijew aus Aserbaidschan, damit kam er aber nur mehr auf den 5. Platz.
Letztmals nahm Son Sang-pil dann im Jahre 2001 an einer Weltmeisterschaft teil. In Patras kam er dabei zu Siegen über Marcel Cooper, Vereinigte Staaten und Welin Marinow aus Bulgarien. Im dritten Kampf verlor er aber wieder gegen Filiberto Ascuy Aguilera, womit er ausschied und auf den 7. Platz kam.

## Internationale Erfolge
| Jahr | Platz | Wettbewerb                              | Gewichtsklasse | Stil | Ergebnisse |
| 1989 | 1.    | Junioren-WM (Cadets) in Warrensburg/USA | bis 60 kg      | GR   | vor Tuğrul Derici, Türkei und Konstantinos Arkoudeas, Griechenland |
| 1989 | 1.    | Junioren-WM (Cadets) in Warrensburg/USA | bis 60 kg      | F    | vor Tony Okada, USA und Ercan Tancıverdi, Türkei |
| 1990 | 3.    | Junioren-WM (Juniors)                   | bis 63 kg      | GR   | hinter Andrei Lisiza, UdSSR und Jakob Yakob, Schweden |
| 1991 | 3.    | Junioren-WM in Prievidza                | Feder          | GR   | hinter Juri Melnitschenko, UdSSR und Constantin Dodita, Rumänien |
| 1994 | 15.   | WM in Tampere                           | Leicht         | GR   | Sieger: Islam Dugutschijew, Russland vor Ghani Yalouz, Frankreich |
| 1995 | 1.    | Asienmeisterschaft in Manila            | Leicht         | GR   | vor Yasushi Miyake, Japan und Grigori Pulyayev, Usbekistan |
| 1995 | 14.   | WM in Prag                              | Leicht         | GR   | Sieger: Rustam Adschy, Ukraine vor Attila Repka, Ungarn und Jannis Zamanduridis, Deutschland |
| 1996 | 1.    | Asienmeisterschaft in Xiaoshan/China    | Leicht         | GR   | vor Grigori Pulyayev und Yasishi Miyake |
| 1996 | 1.    | Welt-Cup in Colorado Springs            | Leicht         | GR   | vor Liubal Colas Oris, Kuba und Alexander Tretjakow, Russland |
| 1997 | 1.    | Ost-Asien-Spiele in Busan               | Leicht         | GR   | vor Katsuhiro Nagata, Japan und Mchitar Manukjan, Kasachstan |
| 1997 | 1.    | WM in Wrocław                           | Leicht         | GR   | nach Siegen über Felipe Moreno Subirana, Spanien, Peter Bielesz, Tschechien, Adam Juretzko, Deutschland, Christian Eyer, Frankreich und Alexander Tretjakow                                                                                     |
| 1998 | 3.    | WM in Gävle                             | Leicht         | GR   | nach einem Sieg über Nurlan Koischaiganow, Kasachstan, einer Niederlage gegen Georgi Dschindwelaschwili, Georgien und Siegen über Theodore Voltsidis, Griechenland, Ari Härkänen, Finnland, Ryszard Wolny, Polen und Bisser Georgiew, Bulgarien |
| 1998 | 1.    | Asien-Spiele in Bangkok                 | Leicht         | GR   | vor Mchitar Manukjan und Grigori Pulyayev |
| 1999 | 1.    | Asienmeisterschaft in Taschkent         | Leicht         | GR   | vor Ruslan Biktyakov, Usbekistan und Yi Shanjun, China |
| 1999 | 1.    | WM in Athen                             | Leicht         | GR   | nach einer Niederlage gegen Uladsimir Kapytau, Belarus und Siegen über Katsuhiko Nagata, Japan, Đorđe Miolski, Jugoslawien, Rustam Adschy, Csaba Hirbik, Ungarn und Alexander Tretjakow                                                         |
| 2000 | 5.    | OS in Sydney                            | Leicht         | GR   | nach Siegen über Adam Juretzko und Matthias Schoberg, Schweden, einer Niederlage gegen Filiberto Ascuy Aguilera, Kuba und einem Sieg über Islam Dugutschijew, Aserbaidschan                                                                     |
| 2001 | 7.    | WM in Patras                            | Leicht         | GR   | nach Siegen über Marcel Cooper, USA und Welin Marinow, Bulgarien und einer Niederlage gegen Filiberto Ascuy Aguilera |

## Erläuterungen
- GR = griechisch-römischer Stil, F = freier Stil
- OS = Olympische Spiele, WM = Weltmeisterschaft
- Leichtgewicht, bis 1996 bis 68 kg, von 1997 bis 2001 bis 69 kg, danach bis 66 kg Körpergewicht
- damalige Altersklassen bei den Junioren: „Cadets“ = bis zum 16. Lebensjahr, „Juniors“ = bis zum 18. Lebensjahr, „Espoirs“ = bis zum 20. Lebensjahr